# Gravigny
Gravigny é uma comuna francesa na região administrativa da Normandia, no departamento de Eure. Estende-se por uma área de 9,98 km². Em 2010 a comuna tinha 4 047 habitantes (densidade: 405,5 hab./km²).